# Hype Boy
Hype Boy(하입 보이)는 대한민국 아이돌 걸그룹 뉴진스(NewJeans)의 데뷔곡 '뉴진스(New Jeans)'(2022)의 수록곡이다. 하이브의 독립 사업부인 ADOR는 2022년 7월 23일에 멤버들과 그들의 서사에 초점을 맞춘 이 노래의 뮤직 비디오 4개를 공개했다. "Hype Boy"는 2022년 8월 1일 EP의 두 번째 싱글로 다운로드 및 스트리밍용으로 공식 출시되었다.
250과 일바 딤버그(Ylva Dimberg)가 "Hype Boy"를 프로듀싱했고, 후자는 Gigi와 NewJeans의 멤버 Hanni와 함께 가사를 썼다. 퓨처 베이스와 팝 스타일을 결합한 이 곡은 R&B, 일렉트로닉, 뭄바톤 등 1990년대와 2000년대 스타일의 영향을 받은 펄싱 신디사이저와 디스토션 악기를 기반으로 한다. 'Hype Boy'는 몽환적인 분위기를 자아내는 향수 어린 프로듀싱 스타일로 음악 평론가들로부터 호평을 받았다. NME는 "Hype Boy"를 2022년 최고의 K-pop 릴리스로 선정했으며, NPR과 롤링 스톤은 이 곡을 2022년 최고의 노래 목록에 포함했다.
이 싱글은 한국 서클 디지털 차트에서 2위를 기록했으며 말레이시아, 싱가포르, 대만, 베트남에서 상위 10위에 올랐다. 한국음악콘텐츠협회(KMCA)는 국내 2억 스트리밍 돌파에 트랙 더블 플래티넘을 인증했고, 일본음반산업협회(RIAJ)는 국내 1억 스트리밍 돌파에 트랙 플래티넘을 인증했다. 'Hype Boy'는 42주 동안 차트에 진입하며 K팝 여성 가수의 빌보드 글로벌 200 최장수 기록도 경신했다.

## 인증
| 국가                        | 인증        | 판매량/출하량 |
| --------------------------- | ----------- | ------------- |
| 일본 (RIAJ)                 | 플래티넘    | 100,000,000   |
| 대한민국 (KMCA)             | 2× 플래티넘 | 200,000,000   |
| 스트리밍을 기반으로 한 인증 |             |               |